# Baïanisme
Le baïanisme est une idéologie théologique d'origine catholique qui se répandit dans les Pays-Bas méridionaux au XVIe siècle, à partir de l'université de Louvain où elle fut développée et enseignée par Michel De Bay, dit Baius, influent professeur de l'université. Condamnées en 1567 par le pape Pie V, et malgré la rétractation publique de Michel de Bay, les propositions du baïanisme furent reprise par Jansénius, disciple de Baius, ce qui donna naissance à ce qui est connu aujourd'hui comme étant le Jansénisme.

## Propositions doctrinales
Le baïanisme revêt une forme doctrinale qu'on peut résumer aux points suivants :
1. L'homme a été créé à l'état de perfection avec la grâce de Dieu, mais, depuis le péché originel, il est devenu une créature privée de sa propre nature parfaite, et qui n'est plus capable que de pécher et tend vers le Mal de façon naturelle. Cette vision de l'homme est proche de celle du calvinisme, bien que Baïus s'en défende.
2. Depuis la chute, personne ne naît sans l'imperfection du péché, ce dont attestent les peines dont Marie et les saints ont souffert.
3. L'homme a été créé par la libre volonté, c'est-à-dire la grâce de Dieu, mais non pas le Mal qui ne peut pas être l'œuvre de Dieu ni comme créature directe, ni comme une nécessité inscrite dans l'homme. Le péché est un effet de la liberté de l'homme, c'est-à-dire de sa propre volonté. Il s'ensuit que l'homme a changé sa nature et qu'il subit maintenant la nécessité de ses envies et de ses émotions; qu'il n'a plus toute faculté de décider et d'agir et qu'il a perdu la grâce.
4. La charité peut se rencontrer chez un homme qui n'a pas reçu la rémission de ses péchés, ou même chez celui qui n'a pas été baptisé ou qui est infidèle, en sorte que le péché ne peut pas être remis par une contrition parfaite, c'est-dire à la fois sincère et accompagnées des œuvres de pénitence si l'on n'a pas reçu naturellement le baptême et la grâce.

## Condamnation
Les propositions et ouvrages de Baïus furent attaqués par des théologiens enseignant dans les Pays-Bas méridionaux, et particulièrement le thomiste Robert Bellarmin, alors professeur au théologat jésuite de Louvain, et des franciscains qui lui reprochaient de contredire Duns Scot et qui tirèrent de ses livres dix-huit propositions qu'ils adressèrent pour avis à la faculté de théologie de Paris (la Sorbonne) qui censura ces propositions.
Le cardinal de Granvelle, gouverneur des Pays-Bas, imposa le silence aux partisans de Baïus et à ses détracteurs et écrivit à Philippe II d'Espagne d'ouvrir une information.
Tous ses écrits furent examinés et il en fut tiré soixante-seize propositions afin qu'elles soient soumises au Saint-Siège.
Le pape Pie V condamna l'ensemble des propositions, sans nommer Baïus et tout en précisant que certaines d'elles pouvaient être soutenues si on s'en tenait à la lettre des termes et à l'intention de celui qui les avait prononcées.
Cette précision fut la cause que Baïus accepta de les rétracter, mais tout en précisant que c'était selon l'intention de la Bulle et de la manière dont la bulle les condamnait. Il s'ensuivit que la polémique s'amplifia, et que Jansénius qui avait été son élève, reprit les éléments principaux de sa doctrine pour composer l'Augustinus.

## Sources
- Jean-Baptiste Duchesne, Histoire du Baïanisme, 1731.
- Abbé Pluquet, Dictionnaire des hérésies, des erreurs et des schismes, 1768, chez Didot le Jeune, avec approbation et privilège, 2 in-12°.
- Sylvestre de Sacy, V° "Baïus", in Biographie universelle, dir. Michaud, III, 245